# 전북특별자치도부안교육지원청
전북특별자치도부안교육지원청(全北特別自治道扶安敎育支援廳, Buan Office of Education)은 전북특별자치도 부안군을 관할하는 전북특별자치도교육청 산하의 교육지원청이다.
교육장은 장학관으로 보한다.

## 산하 기관

### 초등학교
| - 격포초등학교 - 계화초등학교 - 곰소초등학교 - 동북초등학교 - 동진초등학교 - 백련초등학교 | - 백룡초등학교 - 백산초등학교 - 변산초등학교 - 부안남초등학교 - 부안동초등학교 - 부안초등학교 | - 상서초등학교 - 영전초등학교 - 우덕초등학교 - 위도초등학교 - 식도분교 | - 주산초등학교 - 줄포초등학교 - 창북초등학교 - 하서초등학교 - 행안초등학교 |

### 중학교
| - 계화중학교 - 낭주중학교 - 백산중학교 - 변산서중학교 | - 변산중학교 - 보안중학교 - 부안중학교 - 삼남중학교 | - 상서중학교 - 위도중학교 - 주산중학교 - 줄포중학교 | - 하서중학교 |